# Anigozanthos flavidus

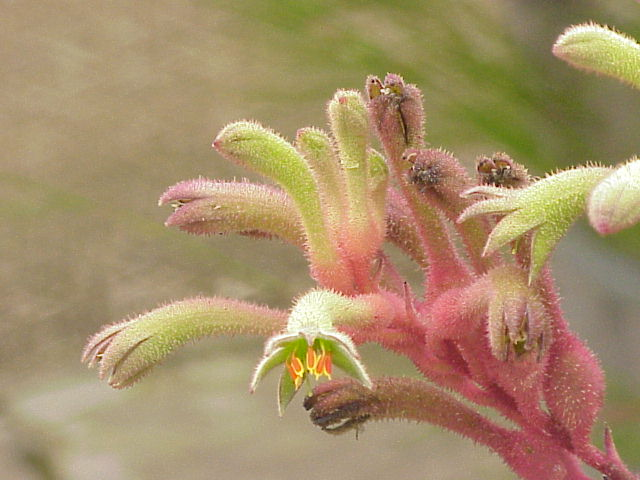
Inflorescència

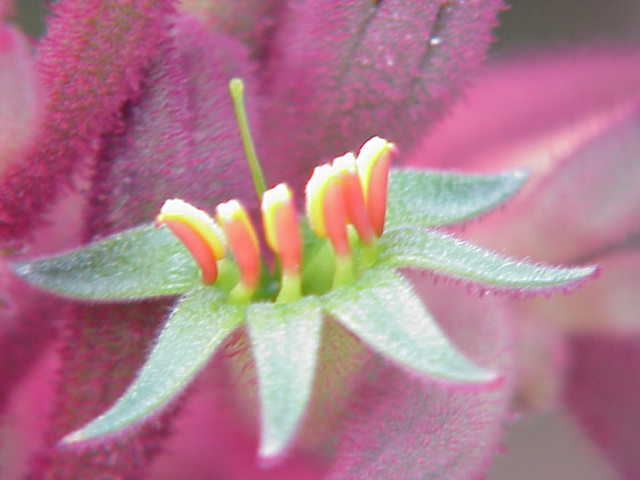
Detall d'una flor

Anigozanthos flavidus és una espècie de planta de la família de les Hemodoràcies que es distribueix per l'oest d'Austràlia. És un arbust que es troba sobre sòls de sorra groga o gris, grava i argila, a línies de drenatge, franges d'aiguamolls i canals de carretera. És una espècie que s'usa com a planta ornamental.

## Descripció
Anigozanthos flavidus és una planta herbàcia perenne, amb fulles que creixen fins a un metre de llarg i dos centímetres d'ample, formant mates de fins a dos metres d'ample. Forma un rizoma, o tija subterrània modificada, que creix fins a cinc centímetres de diàmetre. Aquest rizoma fa que la planta sigui resistent al foc i a la sequera, ja que és capaç de tornar a brollar una vegada que les condicions millorin. La floració es produeix cap a l'estiu de l'hemsiferi sud el qual es dona en els mesos de Novembre a Febrer.

## Distribució
Anomenades kangaroo paw (pota de cangur), són natives de l'oest d'Austràlia i només hi apareixen en estat silvestre a l'extrem més oest del continent. Anigozanthos flavidus creix des de l'est d'Augusta a la Badia Two Peoples i cap al nord a Waroona. Pot ser trobat a les vores dels camins i carreteres, a les riberes dels rius, pantans, aigües poc profundes i en els boscos d'eucaliptus, que toleren poca ombra.

## Taxonomia
Anigozanthos flavidus va ser descrita per Candolle, Augustin Pyramus de i publicada a Les Liliacées...a Paris 3: t. 172. 1807. (Liliac.)

### Etimologia
- Anigozanthos: nom genèric que deriva de la paraula grega "anises" que significa desigual i de "anthos" que significa flor, en referència als lòbuls desiguals del periant de les flors.
- flavidus: epítet llatí que significa groc, en referència al color de les flors de la forma més comuna d'aquesta espècie.